# Jugendkammerchor Ingolstadt
Der Jugendkammerchor Ingolstadt e. V. ist ein Jugendchor aus Ingolstadt, dessen Schwerpunkt auf A-cappella-Musik liegt.

## Geschichte
Der Chor wurde 1982 von Musiklehrer Felix Glombitza gegründet und besteht seitdem aus Schülern, Studenten und Angestellten.
1990 ging die Leitung des Ensembles an die damalige Schulmusikstudentin Eva-Maria Atzerodt (selbst ein Chormitglied seit 1983) über. Sie überführte 1991 den Jugendkammerchor in einen eingetragener Verein, der weiterhin erfolgreich an nationalen und internationalen Chorwettbewerben teilnahm. Um den Chornachwuchs zu sichern gründete Atzerodt 1991 die „Ingolstädter Nachtigallen“, die bis heute einen erheblichen Beitrag dazu leisten, dass der Jugendkammerchor Ingolstadt neue Mitglieder aufnehmen kann. 1995 wurde ebenfalls von Atzerodt der Chor „Incanto corale“ gegründet, um langjährigen Jugendkammerchormitgliedern und anderen, die Fortsetzung ihres musikalischen Wirkens auf semiprofessioneller Ebene zu ermöglichen. So entstand um den Jugendkammerchor ein ineinandergreifendes Netz von musikalischer und sängerischer Bildung.
Zum Repertoire des Chores gehören hauptsächlich Werke der Romantik und Moderne, aber auch Werke aus dem Barock und der Klassik.
Jährlich stattfindende Konzertreisen führten den Chor unter anderem nach Dänemark, Tschechien, Norwegen, Russland, Polen, Ungarn, Kroatien, Italien, Slowenien, Österreich, Spanien, Frankreich, Belgien, Irland, Schottland und Großbritannien. In der einwöchigen Auslandsreise erfahren die Sängerinnen und Sänger die Kultur und Landschaft der Länder und halten mindestens ein Konzert mit einem Partnerchor vor Ort.
Zum zwanzigjährigen Jubiläum 2002 wurde der „Verein der Freunde des Jugendkammerchores“ zur finanziellen Unterstützung ins Leben gerufen.

## Auszeichnungen und Preise
- 1987: Sieg bei der Fernsehsendung Städteturnier des ZDF in Berlin
- 1988: Kunstförderpreis der Stadt Ingolstadt
- 1988: Gewinn der Goldmedaille beim Jugendchor-Wettbewerb in Karlstein
- 1989: 1. Platz beim 3. Landeschorwettbewerb Bayern in der Kategorie der Jugendchöre
- 1990: 1. Platz beim 3. Deutschen Chorwettbewerb in Stuttgart
- 1990: 2. Platz beim Europäischen Jugendchorwettbewerb
- 1990: Orlando-di-Lasso-Medaille des Bayerischen Sängerbundes
- 1992: Goldmedaille beim internationalen Chorwettbewerb Concorso Corale Internazionale  in Riva del Garda[5]
- 1993: 1. Preise in mehreren Kategorien beim Rundfunkwettbewerb Let the Peoples Sing[6]
- 1999: 1. Platz beim 2. Kinder- und Jugendchorwettbewerb in Erwitte. Sonderpreis für die beste Gestaltung eines Volksliedes
- 2005: 3. Platz beim 7. Landeschorwettbewerb Bayern in der Kategorie A1 (kleine gemischte Erwachsenenchöre) in Alteglofsheim[7]
- 2009: 4. Platz beim 8. Landeschorwettbewerb Bayern in der Kategorie A2 (große gemischte Erwachsenenchöre) beim Bayerischen Rundfunk in München[8]

## Diskografie
CD
- Die Schöpfung – Joseph Haydn (Konzertmitschnitt vom 1. Februar 1998, St. Moritz, Ingolstadt)
- Duruflé – Requiem (Konzertmitschnitt vom 16. Mai 1998, St. Moritz),
- Die schönsten Weihnachtslieder (Aufnahmen aus 1998, 2006 und 2007 in den Kirchen St. Moritz und Maria de Victoria)
- Die großen Messen (Konzertmitschnitt vom 5. Mai 2001, Festsaal des Stadttheaters Ingolstadt)
- Highlights – 20 Jahre Jugendkammerchor Ingolstadt

DVD
- Rhythm of Life (25 Jahre JKC – Der Jugendkammerchor 1982–2007)